# Задача о курильщиках
Задача о курильщиках (англ. Cigarette smokers problem) — проблема синхронизации в информатике, первоначально описанная в 1971 году Сухас С. Патилом.

## Ситуация
Изначально есть три заядлых курильщика, сидящих за столом. Каждому из них доступно бесконечное количество одного из трёх компонентов: у одного курильщика — табака, у второго — бумаги, у третьего — спичек. Для того чтобы делать и курить сигареты, необходимы все три компонента.
Также, кроме курильщиков, есть бармен, помогающий им делать сигареты: он недетерминированно выбирает двух курильщиков, берёт у них по одному компоненту из их запасов и кладёт их на стол. Третий курильщик забирает ингредиенты со стола и использует их для изготовления сигареты, которую он курит некоторое время. В это время бармен, завидев стол пустым, снова выбирает двух курильщиков случайным образом и кладёт их компоненты на стол. Процесс повторяется бесконечно.
Курильщики, по условию проблемы, честные: они не прячут компоненты, выданные барменом, — они лишь скручивают сигарету тогда, когда докурят предыдущую. Если бармен кладёт, например, табак и бумагу на стол, пока поставщик спичек курит, то табак и бумага останутся нетронутыми на столе, пока курильщик со спичками не докурит сигарету и только затем не возьмёт табак и бумагу.

## Задача
Согласно доводу Патила, задача иллюстрирует ограниченность семафоров Дейкстры, так как обеспечить бесконечное продолжение процесса при соблюдении следующих условий невозможно:
1. алгоритм решения нельзя модифицировать;
2. в решении нельзя использовать условные выражения и массивы семафоров.

По мнению критиков работы Патила, второе ограничение является чрезмерным и делает невозможным решение любой нетривиальной задачи.

## Решение
Если отбросить второе условие, задачу можно решить применением одноместных семафоров (мьютексов).
Данная задача при соблюдении условий решается на многопроцессорных системах с использованием параллельного программирования.